# Pseudacris hypochondriaca
Espèce
Synonymes
- Hyla scapularis hypochondriaca Hallowell, 1854
- Hyla curta Cope, 1867 "1866"
- Hyla regilla laticeps Cope, 1889
- Hyla regilla curta Cope, 1867
- Hyla regilla deserticola Jameson, Mackey & Richmond, 1966
- Hyla regilla hypochondriaca Hallowell, 1854

Pseudacris hypochondriaca est une espèce d'amphibiens de la famille des Hylidae.

## Répartition
Cette espèce se rencontre, :
- aux États-Unis :
  - dans le sud de la Californie y compris sur les îles du détroit ;
  - au  Nevada ;
  - dans l'ouest de l'Arizona ;
- au Mexique :
  - en Basse-Californie ;
  - en Basse-Californie-du-Sud.

## Taxinomie
Cette espèce était considérée comme synonyme de Pseudacris regilla jusqu'à l'étude de Recuero et al. en 2006

## Publication originale
- (en) Hallowell, 1854 : Descriptions of new Reptiles from California. Proceedings of the Academy of Natural Sciences of Philadelphia, vol. 7, p. 91–97 (texte intégral).